# Utilizzatori del Boeing 767

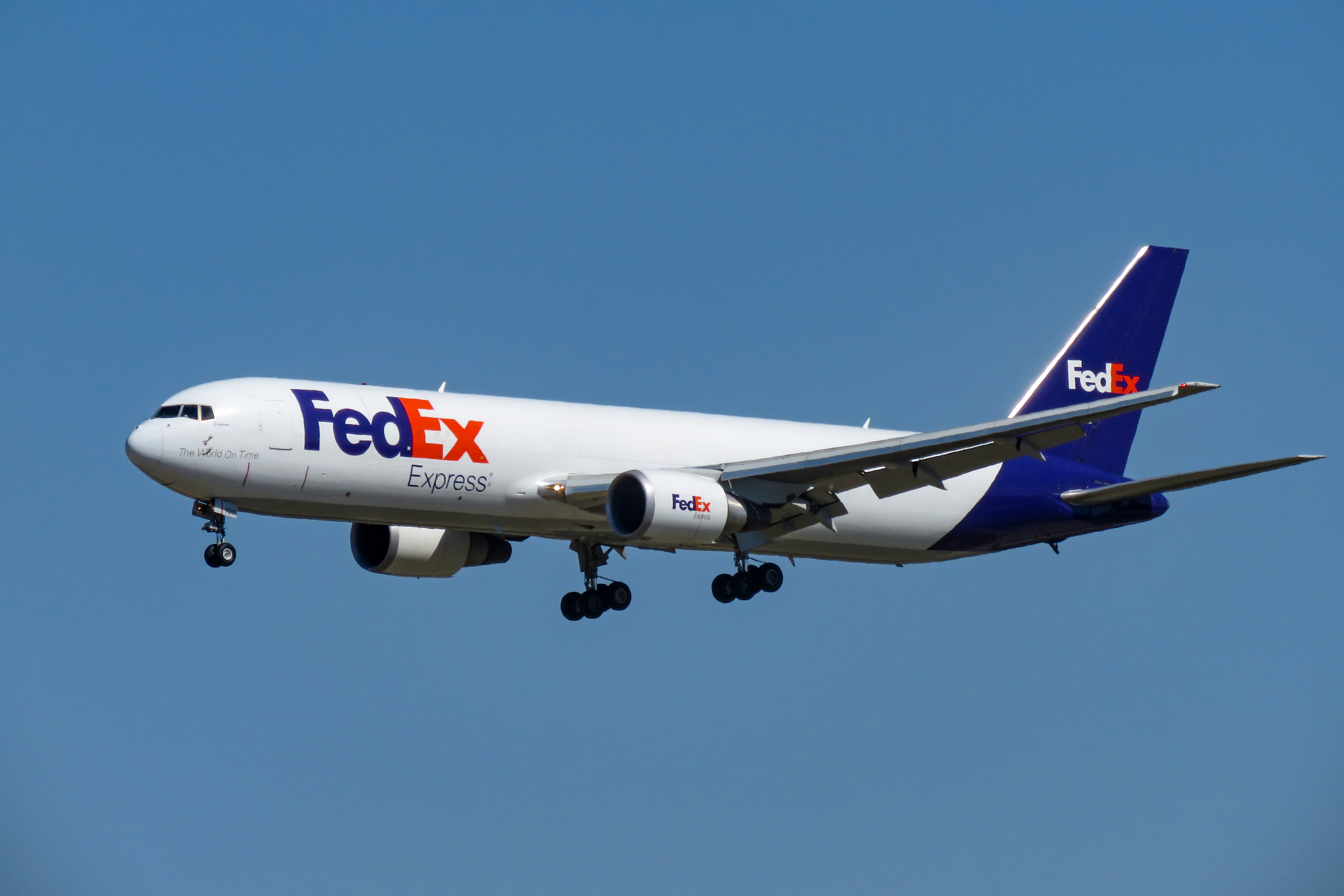
Un Boeing 767 di FedEx Express, l'utilizzatore principale di questo tipo di aereo.

Il Boeing 767 è un bimotore a getto di linea, con configurazione a fusoliera larga ed ala bassa, prodotto dall'azienda aeronautica statunitense Boeing, ora Boeing Commercial Airplanes, dagli anni ottanta. Per la Boeing il 767 è stato il primo bireattore a fusoliera larga e il suo primo aereo di linea dotato di glass cockpit, con una avionica totalmente digitale e con un equipaggio di condotta di due piloti. Il velivolo possiede due turboventole, un piano di coda convenzionale e, per garantire minore resistenza aerodinamica, un profilo alare supercritico. Progettato per essere più piccolo del Boeing 747, il 767 vanta comunque una capienza tra i 181 e i 375 passeggeri e un'autonomia tra i 7 130 e gli 11 825 km a seconda della versione. Lo sviluppo del velivolo è avvenuto in contemporanea con quello del Boeing 757, con cui condivide molte caratteristiche progettuali, tanto da permettere ai piloti di operare su entrambi con la medesima formazione.
Il 767 è prodotto con tre diverse lunghezze della fusoliera. L'originale, il 767-200, è entrato in servizio nel 1982, seguito dal 767-300 nel 1986 e dal 767-400ER, dotato di un'autonomia estesa (ER - extended-range), nel 2000. Ulteriori modelli con maggior autonomia, il 767-200ER e il 767-300ER, sono entrati in servizio rispettivamente nel 1984 e nel 1988, mentre la produzione di una versione cargo, il 767-300F, ha debuttato nel 1995. Alcuni programmi di conversione hanno modificato i velivoli passeggeri della serie 767-200 e 767-300 sia per l'utilizzo cargo che per quello militare, come l'aereo radar E-767 e le aerocisterne KC-767 e KC-46 Pegasus. I 767 sono equipaggiati con motori General Electric CF6, Pratt & Whitney PW4000 e JT9D e Rolls-Royce RB211.
La United Airlines è stata la prima compagnia aerea ad utilizzare, nel 1982, il 767 in servizio commerciale. Inizialmente il velivolo è stato utilizzato su rotte nazionali e intercontinentali, durante le quali ha dimostrato l'affidabilità del suo design a bimotore. Nel 1985, il 767 è diventato il primo aereo di linea bimotore a ricevere l'approvazione per i voli transoceanici. Il velivolo è stato quindi utilizzato per espandere il servizio non-stop sul medio e lungo raggio sulle rotte intercontinentali. Nel 1986, Boeing ha iniziato gli studi per dotare il 767 di una maggiore capacità e ciò ha portato allo sviluppo del 777. Nel 1990, il 767 è diventato l'aereo di linea più utilizzato per i voli transatlantici tra il Nord America e l'Europa.
Il 767 è stato il primo bireattore a fusoliera larga a raggiungere i 1 000 esemplari consegnati. Il modello più popolare è il 767-300ER, mentre Delta Air Lines è il maggior operatore. I suoi concorrenti commerciali hanno incluso l'Airbus A300, l'A310 e l'A330-200, mentre un suo successore, il Boeing 787 Dreamliner, è entrato in servizio nel mese di ottobre 2011. Al 2020, il Boeing 767 è ancora in produzione.

## Ordini e consegne
Legenda tabella modelli non più in produzione:
- O/C: Ordini e consegne.

- OP: Esemplari operativi.

Legenda tabella modelli ancora in produzione:
- O/ORD: Ordini.
- C/CON: Consegne.
- P/OPE: Esemplari operativi.

Note:
- dati aggiornati al gennaio 2024[1][2][3];
- il numero degli esemplari operativi è da considerarsi una stima più o meno accurata;
- alcuni utilizzatori hanno più aerei operativi che ordinati. Ciò è dovuto al fatto che le compagnie hanno comprato velivoli di seconda mano o hanno effettuato leasing, e questi non risultano come ufficiali nel conteggio degli ordini.

| Compagnia                      | Compagnia                       | 767-200/2C | 767-200/2C | 767-200/2C | 767-200ER | 767-200ER | 767-300 | 767-300 | 767-300ER | 767-300ER | 767-300F | 767-300F | 767-300F | 767-400ER | 767-400ER | TOTALE | TOTALE | TOTALE |
| Stato                          | Nome                            | O          | C          | P          | O/C       | OP        | O/C     | OP      | O/C       | OP        | O        | C        | P        | O/C       | OP        | ORD    | CON    | OPE    |
| ------------------------------ | ------------------------------- | ---------- | ---------- | ---------- | --------- | --------- | ------- | ------- | --------- | --------- | -------- | -------- | -------- | --------- | --------- | ------ | ------ | ------ |
|                                | Aerei privati                   |            |            |            |           | 1         |         |         |           |           |          |          |          | 1         |           | 1      | 1      | 1      |
| Stati Uniti (bandiera)         | 21 Air                          |            |            |            |           | 2         |         |         |           | 1         |          |          |          |           |           |        |        | 3      |
| Stati Uniti (bandiera)         | ABX Air                         |            |            | 11         |           |           |         |         |           | 15        |          |          |          |           |           |        |        | 26     |
| Francia (bandiera)             | Aeromaritime                    |            |            |            | 2         |           |         |         | 1         |           |          |          |          |           |           | 3      | 3      |        |
| Italia (bandiera)              | Aeronautica Militare            |            |            |            | 4         | 4         |         |         |           |           |          |          |          |           |           | 4      | 4      | 4      |
| Sudafrica (bandiera)           | Aeronexus Corporation           |            |            |            |           |           |         |         |           | 1         |          |          |          |           |           |        |        | 1      |
| Messico (bandiera)             | AeroUnion                       |            |            |            |           | 2         |         |         |           |           |          |          |          |           |           |        |        | 2      |
| Algeria (bandiera)             | Air Algerie                     |            |            |            |           |           | 3       |         |           |           |          |          |          |           |           | 3      | 3      |        |
| Kazakistan (bandiera)          | Air Astana                      |            |            |            |           |           |         |         | 3         | 3         |          |          |          |           |           | 3      | 3      | 3      |
| Canada (bandiera)              | Air Canada                      | 10         | 10         |            | 9         |           |         |         | 6         | 6         | 2        | 2        | 2        |           |           | 27     | 27     | 8      |
| Cina (bandiera)                | Air China                       |            |            |            | 6         |           | 4       |         |           |           |          |          |          |           |           | 10     | 10     |        |
| Giappone (bandiera)            | Air Do                          |            |            |            |           |           |         |         |           | 4         |          |          |          |           |           |        |        | 4      |
| Francia (bandiera)             | Air France                      |            |            |            |           |           |         |         | 3         |           |          |          |          |           |           | 3      | 3      |        |
| Mauritius (bandiera)           | Air Mauritius                   |            |            |            | 2         |           |         |         |           |           |          |          |          |           |           | 2      | 2      |        |
| Nuova Zelanda (bandiera)       | Air New Zealand                 |            |            |            | 3         |           |         |         | 5         |           |          |          |          |           |           | 8      | 8      |        |
| Papua Nuova Guinea (bandiera)  | Air Niugini                     |            |            |            |           |           |         |         |           | 2         |          |          |          |           |           |        |        | 2      |
| Tanzania (bandiera)            | Air Tanzania                    |            |            |            |           |           |         |         |           |           |          |          | 1        |           |           |        |        | 1      |
| Stati Uniti (bandiera)         | Air Transport International     |            |            | 7          |           |           |         |         |           | 1         |          |          |          |           |           |        |        | 8      |
| Zimbabwe (bandiera)            | Air Zimbabwe                    |            |            |            | 2         | 1         |         |         |           |           |          |          |          |           |           | 2      | 2      | 1      |
| Giappone (bandiera)            | All Nippon Airways              | 25         | 25         |            |           |           | 34      |         | 33        | 20        | 4        | 4        | 4        |           |           | 96     | 96     | 24     |
| Stati Uniti (bandiera)         | Aloha Air Cargo                 |            |            |            |           |           |         |         |           | 3         |          |          |          |           |           |        |        | 3      |
| Stati Uniti (bandiera)         | Amazon Prime Air                |            |            |            |           |           |         |         |           | 59        |          |          |          |           |           |        |        | 59     |
| Stati Uniti (bandiera)         | American Airlines               | 13         | 13         |            | 17        |           |         |         | 58        |           |          |          |          |           |           | 88     | 88     |        |
| Stati Uniti (bandiera)         | Amerijet International          |            |            | 2          |           |           |         |         |           | 10        |          |          |          |           |           |        |        | 12     |
| Australia (bandiera)           | Ansett Australia                | 5          | 5          |            |           |           |         |         |           |           |          |          |          |           |           | 5      | 5      |        |
| Corea del Sud (bandiera)       | Asiana Airlines                 |            |            |            |           |           | 9       | 1       | 2         |           | 1        | 1        | 1        |           |           | 12     | 12     | 2      |
| Danimarca (bandiera)           | A/S Maersk Aviation             |            |            |            |           |           |         |         |           |           | 3        | 3        |          |           |           | 3      | 3      |        |
| Kenya (bandiera)               | Astral Aviation                 |            |            | 1          |           |           |         |         |           |           |          |          |          |           |           |        |        | 1      |
| Stati Uniti (bandiera)         | Atlas Air                       |            |            |            |           |           |         |         |           | 10        |          |          |          |           |           |        |        | 10     |
| Austria (bandiera)             | Austrian Airlines               |            |            |            |           |           |         |         |           | 3         |          |          |          |           |           |        |        | 3      |
| Colombia (bandiera)            | Avianca                         |            |            |            | 2         |           |         |         |           |           |          |          |          |           |           | 2      | 2      |        |
| El Salvador (bandiera)         | Avianca El Salvador             | 1          | 1          |            |           |           |         |         | 2         |           |          |          |          |           |           | 3      | 3      |        |
| Azerbaigian (bandiera)         | AZAL Azerbaijan Airlines        |            |            |            |           |           |         |         | 3         | 3         | 2        | 2        |          |           |           | 5      | 5      | 3      |
| Russia (bandiera)              | Azur Air                        |            |            |            |           |           |         |         |           | 6         |          |          |          |           |           |        |        | 6      |
| Bahrein (bandiera)             | Bahrain Royal Flight            |            |            |            |           |           |         |         |           |           |          |          |          |           | 1         |        |        | 1      |
| Israele (bandiera)             | BDS Israel International Tanker | 4          |            |            |           |           |         |         |           |           |          |          |          |           |           | 4      |        |        |
| Giappone (bandiera)            | BDS Japan International Tanker  | 6          | 4          |            |           |           |         |         |           |           |          |          |          |           |           | 6      | 4      |        |
| Stati Uniti (bandiera)         | BDS USAF Tanker Program         | 143        | 83         |            |           |           |         |         |           |           |          |          |          |           |           | 143    | 83     |        |
| Bielorussia (bandiera)         | Belarus Government              |            |            |            |           |           |         |         |           | 1         |          |          |          |           |           |        |        | 1      |
| Singapore (bandiera)           | BOC Aviation                    |            |            |            |           |           |         |         | 3         |           |          |          |          |           |           | 3      | 3      |        |
| Stati Uniti (bandiera)         | Boeing                          |            |            | 4          |           |           |         |         |           |           |          |          |          |           |           |        |        | 4      |
| Bolivia (bandiera)             | Boliviana de Aviación           |            |            |            |           |           |         |         |           | 1         |          |          |          |           |           |        |        | 1      |
| Regno Unito (bandiera)         | British Airways                 |            |            |            |           |           |         |         | 28        |           |          |          |          |           |           | 28     | 28     |        |
| Brunei (bandiera)              | Brunei Government               |            |            |            |           | 1         |         |         |           |           |          |          |          |           |           |        |        | 1      |
| Camerun (bandiera)             | Camair Co                       |            |            |            |           |           |         |         |           | 1         |          |          |          |           |           |        |        | 1      |
| Canada (bandiera)              | Canadian Airlines               |            |            |            |           |           |         |         | 14        |           |          |          |          |           |           | 14     | 14     |        |
| Canada (bandiera)              | Cargojet                        |            |            | 1          |           | 3         |         |         |           | 19        |          |          |          |           |           |        |        | 23     |
| Guinea Equatoriale (bandiera)  | CEIBA Intercontinental          |            |            |            |           |           |         |         |           | 1         |          |          |          |           |           |        |        | 1      |
| Belgio (bandiera)              | Challenge Airlines BE           |            |            |            |           |           |         |         |           | 1         |          |          |          |           |           |        |        | 1      |
| Israele (bandiera)             | Challenge Airlines IL           |            |            |            |           |           |         |         |           | 2         |          |          |          |           |           |        |        | 2      |
| Malta (bandiera)               | Challenge Airlines MT           |            |            |            |           |           |         |         |           | 2         |          |          |          |           |           |        |        | 2      |
| Taiwan (bandiera)              | China Airlines                  | 2          | 2          |            |           |           |         |         |           |           |          |          |          |           |           | 2      | 2      |        |
| Cina (bandiera)                | China Eastern Airlines          |            |            |            |           |           |         |         | 3         |           |          |          |          |           |           | 3      | 3      |        |
| Aruba (bandiera)               | Comlux Aruba                    |            |            |            |           | 1         |         |         |           |           |          |          |          |           |           |        |        | 1      |
| Germania (bandiera)            | Condor                          |            |            |            |           |           |         |         | 11        | 3         |          |          |          |           |           | 11     | 11     | 3      |
| Stati Uniti (bandiera)         | Delta Air Lines                 | 15         | 15         |            |           |           | 28      |         | 53        | 44        |          |          |          | 21        | 21        | 117    | 117    | 65     |
| Germania (bandiera)            | DHL                             |            |            |            |           |           |         |         |           | 1         | 6        | 6        |          |           |           | 6      | 6      | 1      |
| Panama (bandiera)              | DHL Aero Expreso                |            |            |            |           |           |         |         |           | 4         |          |          |          |           |           |        |        | 4      |
| Austria (bandiera)             | DHL Air Austria                 |            |            |            |           |           |         |         |           | 2         |          |          |          |           |           |        |        | 2      |
| Regno Unito (bandiera)         | DHL Air UK                      |            |            |            |           |           |         |         |           | 6         |          |          | 4        |           |           |        |        | 10     |
| Bahrein (bandiera)             | DHL International               |            |            |            |           |           |         |         |           | 10        |          |          |          |           |           |        |        | 10     |
| Emirati Arabi Uniti (bandiera) | Dubai Aerospace Enterprise      |            |            |            | 4         |           |         |         | 29        |           |          |          |          |           |           | 33     | 33     |        |
| Stati Uniti (bandiera)         | Eastern Airlines                |            |            | 3          |           | 1         |         |         |           | 7         |          |          |          |           |           |        |        | 11     |
| Egitto (bandiera)              | EgyptAir                        |            |            |            | 3         |           |         |         | 2         |           |          |          |          |           |           | 5      | 5      |        |
| Israele (bandiera)             | El Al                           | 2          | 2          |            | 2         |           |         |         |           |           |          |          |          |           |           | 4      | 4      |        |
| Stati Uniti (bandiera)         | Elan Express                    |            |            |            |           | 1         |         |         |           |           |          |          |          |           |           |        |        | 1      |
| Etiopia (bandiera)             | Ethiopian Airlines              |            |            |            | 3         |           |         |         | 3         | 3         |          |          |          |           |           | 6      | 6      | 3      |
| Portogallo (bandiera)          | EuroAtlantic Airways            |            |            |            |           |           |         |         |           | 3         |          |          |          |           |           |        |        | 3      |
| Taiwan (bandiera)              | EVA Air                         | 4          | 4          |            |           |           |         |         | 4         |           |          |          |          |           |           | 8      | 8      |        |
| Stati Uniti (bandiera)         | FedEx Express                   |            |            |            |           |           |         |         |           |           | 150      | 134      | 136      |           |           | 150    | 134    | 136    |
| Svizzera (bandiera)            | Flightlease                     |            |            |            |           |           |         |         | 4         |           |          |          |          |           |           | 4      | 4      |        |
| Colombia (bandiera)            | Fuerza Aerea Colombiana         |            |            |            |           | 1         |         |         |           |           |          |          |          |           |           |        |        | 1      |
| Cile (bandiera)                | Fuerza Aérea de Chile           |            |            |            |           |           |         |         |           | 1         |          |          |          |           |           |        |        | 1      |
| Stati Uniti (bandiera)         | GATX Financial Corporation      |            |            |            | 1         |           |         |         |           |           |          |          |          |           |           | 1      | 1      |        |
| Stati Uniti (bandiera)         | GECAS                           |            |            |            |           |           |         |         | 29        |           | 1        | 1        |          |           |           | 30     | 30     |        |
| Irlanda (bandiera)             | GPA Group                       |            |            |            | 1         |           |         |         | 13        |           |          |          |          |           |           | 14     | 14     |        |
| Bahrein (bandiera)             | Gulf Air                        |            |            |            |           |           |         |         | 20        |           |          |          |          |           |           | 20     | 20     |        |
| Cina (bandiera)                | Hainan Airlines                 |            |            |            |           |           |         |         | 3         |           |          |          |          |           |           | 3      | 3      |        |
| Stati Uniti (bandiera)         | Houston Rockets                 |            |            |            |           |           |         |         |           | 1         |          |          |          |           |           |        |        | 1      |
| Islanda (bandiera)             | Icelandair                      |            |            |            |           |           |         |         |           | 5         |          |          |          |           |           |        |        | 5      |
| Stati Uniti (bandiera)         | ILFC                            | 1          | 1          |            | 4         |           |         |         | 52        |           |          |          |          |           |           | 57     | 57     |        |
| Israele (bandiera)             | Israel Air Force                |            |            |            |           |           |         |         |           | 1         |          |          |          |           |           |        |        | 1      |
| Paesi Bassi (bandiera)         | ITOCHU AirLease                 |            |            |            |           |           |         |         | 3         |           |          |          |          |           |           | 3      | 3      |        |
| Giappone (bandiera)            | ITOCHU Corporation              |            |            |            | 4         |           |         |         |           |           |          |          |          |           |           | 4      | 4      |        |
| Giappone (bandiera)            | Japan Airlines                  | 3          | 3          |            |           |           | 22      |         | 32        | 27        | 3        | 3        |          |           |           | 60     | 60     | 27     |
| Giappone (bandiera)            | Japan Air Self-Defence Force    |            |            | 3          | 4         | 8         |         |         |           |           |          |          |          |           |           | 4      | 4      | 11     |
| Giordania (bandiera)           | Jordan Aviation                 |            |            |            |           | 1         |         |         |           |           |          |          |          |           |           |        |        | 1      |
| Stati Uniti (bandiera)         | Kalair                          |            |            |            |           |           |         |         |           | 1         |          |          |          |           |           |        |        | 1      |
| Kazakistan (bandiera)          | Kazakhstan Airlines             |            |            |            | 1         |           |         |         |           |           |          |          |          |           |           | 1      | 1      |        |
| Kuwait (bandiera)              | Kuwait Airways                  |            |            |            | 3         |           |         |         |           |           |          |          |          |           |           | 3      | 3      |        |
| Mozambico (bandiera)           | LAM Mozambique Airlines         |            |            |            | 1         |           |         |         |           |           |          |          |          |           |           | 1      | 1      |        |
| Cile (bandiera)                | LATAM Airlines Chile            |            |            |            |           |           |         |         |           | 9         |          |          |          |           |           |        |        | 9      |
| Cile (bandiera)                | LATAM Airlines Group            |            |            |            |           |           |         |         | 34        |           | 8        | 8        |          |           |           | 42     | 42     |        |
| Brasile (bandiera)             | LATAM Cargo Brasil              |            |            |            |           |           |         |         |           |           |          |          | 3        |           |           |        |        | 3      |
| Cile (bandiera)                | LATAM Cargo Chile               |            |            |            |           |           |         |         |           | 3         |          |          | 3        |           |           |        |        | 6      |
| Colombia (bandiera)            | LATAM Cargo Colombia            |            |            |            |           |           |         |         |           | 8         |          |          | 3        |           |           |        |        | 11     |
| Austria (bandiera)             | Lauda Air                       |            |            |            |           |           |         |         | 7         |           |          |          |          |           |           | 7      | 7      |        |
| Polonia (bandiera)             | LOT Polish Airlines             |            |            |            | 2         |           |         |         | 3         |           |          |          |          |           |           | 5      | 5      |        |
| Germania (bandiera)            | LTU                             |            |            |            |           |           |         |         | 5         |           |          |          |          |           |           | 5      | 5      |        |
| Danimarca (bandiera)           | Maersk Air Cargo                |            |            | 10         |           |           |         |         |           | 5         |          |          | 5        |           |           |        |        | 20     |
| Ungheria (bandiera)            | Malev Hungarian Airlines        |            |            |            | 2         |           |         |         |           |           |          |          |          |           |           | 2      | 2      |        |
| Paesi Bassi (bandiera)         | Martinair Cargo                 |            |            |            |           |           |         |         | 6         |           |          |          |          |           |           | 6      | 6      |        |
| Mongolia (bandiera)            | MIAT - Mongolian Airlines       |            |            |            |           |           |         |         | 1         | 1         |          |          |          |           |           | 1      | 1      | 1      |
| Arabia Saudita (bandiera)      | Mid East Jet                    |            |            |            | 1         |           |         |         |           |           |          |          |          |           |           | 1      | 1      |        |
| Arabia Saudita (bandiera)      | Mukamalah Aviation              |            |            |            |           | 1         |         |         |           |           |          |          |          |           |           |        |        | 1      |
| Regno Unito (bandiera)         | MyTravel Airways                |            |            |            |           |           |         |         | 3         |           |          |          |          |           |           | 3      | 3      |        |
| Stati Uniti (bandiera)         | New England Patriots            |            |            |            |           |           |         |         |           | 1         |          |          |          |           |           |        |        | 1      |
| Stati Uniti (bandiera)         | Northern Air Cargo              |            |            |            |           |           |         |         |           | 5         |          |          |          |           |           |        |        | 5      |
| Stati Uniti (bandiera)         | Omni Air International          |            |            |            |           | 3         |         |         |           | 8         |          |          |          |           |           |        |        | 11     |
| Stati Uniti (bandiera)         | Pace Airlines                   |            |            |            | 6         |           |         |         |           |           |          |          |          |           |           | 6      | 6      |        |
| Canada (bandiera)              | Pacific Western Airlines        | 2          | 2          |            |           |           |         |         |           |           |          |          |          |           |           | 2      | 2      |        |
| Stati Uniti (bandiera)         | Polar Air Cargo                 |            |            |            |           |           |         |         |           | 1         |          |          |          |           |           |        |        | 1      |
| Emirati Arabi Uniti (bandiera) | Presidential Flight             |            |            |            |           |           |         |         | 1         |           |          |          |          |           |           | 1      | 1      |        |
| Australia (bandiera)           | Qantas Freight                  |            |            |            | 7         |           |         |         | 22        |           |          |          | 1        |           |           | 29     | 29     | 1      |
| Malaysia (bandiera)            | Raya Airways                    |            |            | 4          |           |           |         |         |           |           |          |          |          |           |           |        |        | 4      |
| Tanzania (bandiera)            | Repubblica della Tanzania       |            |            |            |           |           |         |         |           |           | 1        | 1        |          |           |           | 1      | 1      |        |
| Russia (bandiera)              | Roman Abramovič                 |            |            |            |           |           |         |         |           | 1         |          |          |          |           |           |        |        | 1      |
| Marocco (bandiera)             | Royal Air Maroc                 |            |            |            |           |           |         |         |           | 1         |          |          |          |           |           |        |        | 1      |
| Brunei (bandiera)              | Royal Brunei Airlines           |            |            |            |           |           |         |         | 2         |           |          |          |          |           |           | 2      | 2      |        |
| Stati Uniti (bandiera)         | Sands Aviation                  |            |            |            |           |           |         |         |           | 1         |          |          |          |           |           |        |        | 1      |
| Norvegia (bandiera)            | SAS Norway                      | 2          | 2          |            |           |           |         |         |           |           |          |          |          |           |           | 2      | 2      |        |
| Svezia (bandiera)              | SAS                             |            |            |            | 2         |           |         |         | 14        |           |          |          |          |           |           | 16     | 16     |        |
| Cina (bandiera)                | Shanghai Airlines               |            |            |            |           |           | 4       |         | 2         |           |          |          |          |           |           | 6      | 6      |        |
| Cina (bandiera)                | SF Airlines                     |            |            |            |           |           |         |         |           | 25        |          |          |          |           |           |        |        | 25     |
| Ucraina (bandiera)             | Skyline Express Airline         |            |            |            |           |           |         |         |           | 3         |          |          |          |           |           |        |        | 3      |
| Polonia (bandiera)             | Sky Taxi                        |            |            | 2          |           |           |         |         |           | 1         |          |          |          |           |           |        |        | 3      |
| Stati Uniti (bandiera)         | Strat Air                       |            |            |            |           |           |         |         |           | 1         |          |          |          |           |           |        |        | 1      |
| Kazakistan (bandiera)          | Sunday Airlines                 |            |            |            |           |           |         |         |           | 1         |          |          |          |           |           |        |        | 1      |
| Australia (bandiera)           | Tasman Cargo Airlines           |            |            |            |           |           |         |         |           |           |          |          | 2        |           |           |        |        | 2      |
| Brasile (bandiera)             | Transbrasil                     | 3          | 3          |            |           |           |         |         |           |           |          |          |          |           |           | 3      | 3      |        |
| Paesi Bassi (bandiera)         | TUI fly Netherlands             |            |            |            |           |           |         |         |           | 1         |          |          |          |           |           |        |        | 1      |
| Regno Unito (bandiera)         | TUI Travel                      | 11         | 11         |            |           |           |         |         | 7         |           |          |          |          |           |           | 18     | 18     |        |
| Turkmenistan (bandiera)        | Turkmenhowayollary Agency       |            |            |            |           |           |         |         | 1         |           |          |          |          |           |           | 1      | 1      |        |
| Stati Uniti (bandiera)         | TWA                             | 10         | 10         |            |           |           |         |         |           |           |          |          |          |           |           | 10     | 10     |        |
| Ucraina (bandiera)             | Ukraine International Airlines  |            |            |            |           |           |         |         |           | 2         |          |          |          |           |           |        |        | 2      |
| Ucraina (bandiera)             | Ukrainian Wings                 |            |            |            |           |           |         |         |           | 1         |          |          |          |           |           |        |        | 1      |
| Stati Uniti (bandiera)         | United Airlines                 | 19         | 19         |            | 10        |           |         |         | 37        | 37        |          |          |          | 16        | 16        | 82     | 82     | 53     |
| Stati Uniti (bandiera)         | United Parcel Service           |            |            |            |           |           |         |         |           | 10        | 99       | 78       | 78       |           |           | 99     | 78     | 88     |
| Stati Uniti (bandiera)         | United States Air Force         |            |            | 81         |           |           |         |         |           |           |          |          |          |           |           |        |        | 81     |
| Stati Uniti (bandiera)         | US Airways                      |            |            |            | 6         |           |         |         |           |           |          |          |          |           |           | 6      | 6      |        |
| Russia (bandiera)              | UTair Aviation                  |            |            |            |           | 3         |         |         |           |           |          |          |          |           |           |        |        | 3      |
| Uzbekistan (bandiera)          | Uzbekistan Airways              |            |            |            |           |           |         |         | 9         | 8         |          |          |          |           |           | 9      | 9      | 8      |
| Brasile (bandiera)             | Varig                           |            |            |            | 6         |           |         |         | 4         |           |          |          |          |           |           | 10     | 10     |        |
| Malaysia (bandiera)            | Weststar Aviation               |            |            |            |           | 1         |         |         |           |           |          |          |          |           |           |        |        | 1      |
| Cina (bandiera)                | YTO Cargo Airlines              |            |            |            |           |           |         |         |           | 2         |          |          |          |           |           |        |        | 2      |
|                                | Non dichiarato                  |            |            |            | 1         |           |         |         | 3         |           |          |          |          |           |           | 4      | 4      |        |
| TOTALE                         | TOTALE                          | 281        | 215        | 129        | 121       | 35        | 104     | 1       | 583       | 430       | 280      | 243      | 243      | 38        | 38        | 1 407  | 1 304  | 876    |

## Timeline e grafico
|          |      | 1978 | 1979 | 1980 | 1981 | 1982 | 1983 | 1984 | 1985 | 1986 | 1987 | 1988 | 1989 | 1990 | 1991 | 1992 | 1993 | 1994 | 1995 | 1996 | 1997 | 1998 | 1999 | 2000 | 2001 |
| -------- | ---- | ---- | ---- | ---- | ---- | ---- | ---- | ---- | ---- | ---- | ---- | ---- | ---- | ---- | ---- | ---- | ---- | ---- | ---- | ---- | ---- | ---- | ---- | ---- | ---- |
| Ordini   | B767 | 49   | 45   | 11   | 5    | 2    | 20   | 15   | 38   | 23   | 57   | 83   | 100  | 52   | 65   | 21   | 54   | 17   | 22   | 43   | 79   | 38   | 30   | 9    | 40   |
| Consegne | B767 | –    | –    | –    | –    | 20   | 55   | 29   | 25   | 27   | 37   | 53   | 37   | 60   | 62   | 63   | 51   | 41   | 37   | 43   | 42   | 47   | 44   | 44   | 40   |

|          |      | 2002 | 2003 | 2004 | 2005 | 2006 | 2007 | 2008 | 2009 | 2010 | 2011 | 2012 | 2013 | 2014 | 2015 | 2016 | 2017 | 2018 | 2019 | 2020 | 2021 | 2022 | 2023 | 2024 | Totale |
| -------- | ---- | ---- | ---- | ---- | ---- | ---- | ---- | ---- | ---- | ---- | ---- | ---- | ---- | ---- | ---- | ---- | ---- | ---- | ---- | ---- | ---- | ---- | ---- | ---- | ------ |
| Ordini   | B767 | 8    | 11   | 8    | 19   | 10   | 36   | 24   | 7    | 3    | 42   | 22   | 2    | 4    | 49   | 26   | 15   | 40   | 26   | 11   | 65   | 31   | 30   | –    | 1 407  |
| Consegne | B767 | 35   | 24   | 9    | 10   | 12   | 12   | 10   | 13   | 12   | 20   | 26   | 21   | 6    | 16   | 13   | 10   | 27   | 43   | 30   | 32   | 33   | 32   | 1    | 1 304  |

     Ordini
     Consegne

## Configurazioni di bordo
Legenda tabella:
- F: prima classe.
- B: business class.
- E+: premium economy class.
- E: economy class.

| Compagnia aerea       | 767-200 | 767-200 | 767-200 | 767-200 | Totale posti | 767-200ER | 767-200ER | 767-200ER | 767-200ER | Totale posti | 767-300 | 767-300 | 767-300 | 767-300 | Totale posti | 767-300ER | 767-300ER | 767-300ER | 767-300ER | Totale posti | 767-400ER | 767-400ER | 767-400ER | 767-400ER | Totale posti |
| Compagnia aerea       | F       | B       | E+      | E       | Totale posti | F         | B         | E+        | E         | Totale posti | F       | B       | E+      | E       | Totale posti | F         | B         | E+        | E         | Totale posti | F         | B         | E+        | E         | Totale posti |
| --------------------- | ------- | ------- | ------- | ------- | ------------ | --------- | --------- | --------- | --------- | ------------ | ------- | ------- | ------- | ------- | ------------ | --------- | --------- | --------- | --------- | ------------ | --------- | --------- | --------- | --------- | ------------ |
| Air Canada Rouge      | –       | –       | –       | –       | –            | –         | –         | –         | –         | –            | –       | –       | –       | –       | –            | –         | 24        | 36        | 219       | 279          | –         | –         | –         | –         | –            |
| All Nippon Airways    | –       | –       | –       | –       | –            | –         | –         | –         | –         | –            | –       | 10      | –       | 260     | 270          | – –       | 35 35     | – –       | 167 179   | 202 214      | –         | –         | –         | –         | –            |
| Azur Air              | –       | –       | –       | –       | –            | –         | –         | –         | –         | –            | –       | –       | –       | –       | –            | –         | –         | –         | 336       | 336          | –         | –         | –         | –         | –            |
| Condor Flugdienst     | –       | –       | –       | –       | –            | –         | –         | –         | –         | –            | –       | –       | –       | –       | –            | – –       | 30 18     | 35 35     | 180 202   | 245 255      | –         | –         | –         | –         | –            |
| Delta Air Lines       | –       | –       | –       | –       | –            | –         | –         | –         | –         | –            | –       | –       | –       | –       | –            | –         | 26        | 35        | 165       | 226          | – –       | 34 40     | 48 28     | 156 178   | 238 246      |
| Eastern Airlines      | 18      | –       | –       | 200     | 218          | –         | 12        | –         | 202       | 214          | –       | –       | –       | –       | –            | –         | 30        | –         | 214       | 244          | –         | –         | –         | –         | –            |
| Japan Airlines        | –       | –       | –       | –       | –            | –         | –         | –         | –         | –            | – –     | 30 42   | – –     | 202 219 | 232 261      | 5 –       | 42 42     | – –       | 205 219   | 252 261      | –         | –         | –         | –         | –            |
| LATAM Airlines Brasil | –       | –       | –       | –       | –            | –         | –         | –         | –         | –            | –       | –       | –       | –       | –            | –         | 20        | 39        | 174       | 233          | –         | –         | –         | –         | –            |
| LATAM Airlines Chile  | –       | –       | –       | –       | –            | –         | –         | –         | –         | –            | –       | –       | –       | –       | –            | –         | 30        | –         | 191       | 221          | –         | –         | –         | –         | –            |
| United Airlines       | –       | –       | –       | –       | –            | –         | –         | –         | –         | –            | –       | –       | –       | –       | –            | –         | 30        | 46        | 138       | 214          | –         | 39        | 70        | 133       | 242          |
| Uzbekistan Airways    | –       | –       | –       | –       | –            | –         | –         | –         | –         | –            | –       | –       | –       | –       | –            | –         | 18        | –         | 246       | 264          | –         | –         | –         | –         | –            |